# Epcor Tower

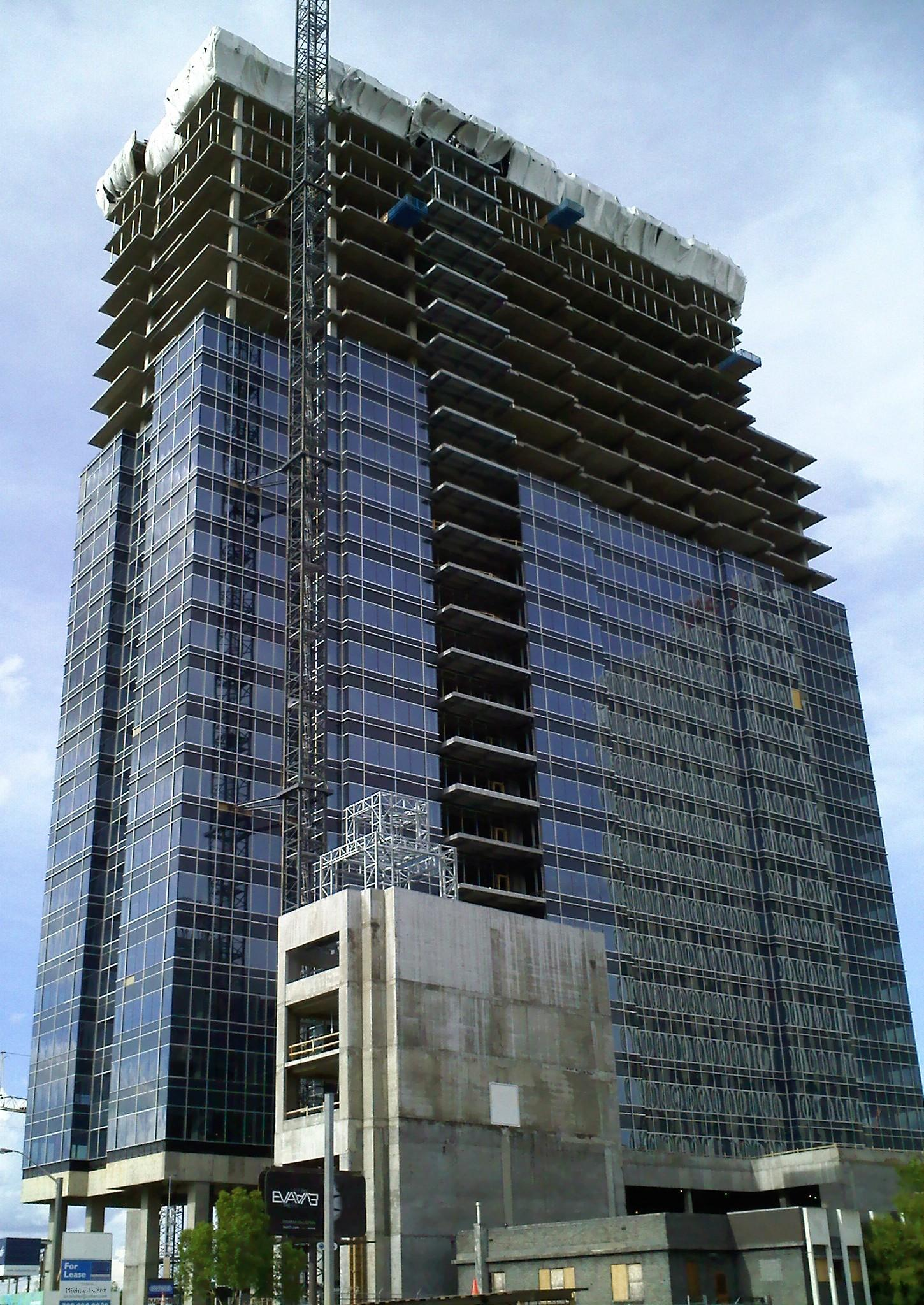
Epcor Tower während des Baus

Der Epcor Tower ist ein Bürogebäude im Zentrum von Edmonton, Alberta, Kanada. Es war bei seiner Fertigstellung 2011 das höchste Gebäude der Stadt und löste das Manulife Place als höchstes Gebäude ab.
Am 7. Dezember 2007 gab das Versorgungsunternehmen EPCOR Utilities bekannt, den größten Teil der Bürofläche (rund 24.600 m²) für 20 Jahre anzumieten, um alle seine Mitarbeiter, die im Stadtgebiet verteilt sind, an einem Standort zusammenlegen.
Beim Bau des Gebäudes wurden energiesparende Materialien verwendet, wodurch das Gebäude nach dem Standard Leadership in Energy and Environmental Design zertifiziert werden konnte. Mit dem Epcor Tower entstand in Edmonton das erste größere Bürogebäude nach siebzehn Jahren. Das Gebäude trägt den Spitznamen „Power Tower“.